# Hatty Jones
Hatty Jones (Londres, 21 de julho de 1988) é uma atriz britânica mais conhecida pelo seu papel como protagonista no filme Madeline (1998). Foi escolhida entre milhares de candidatas para o papel, devido ao seu "charme e encanto para a personagem".

## Filmografia
- 2013 - Doctors
- 2012 - Holby City
- 1998 - Madeline